# Trigonophasmus costaricensis
Trigonophasmus costaricensis är en stekelart som beskrevs av Marsh 2002. Trigonophasmus costaricensis ingår i släktet Trigonophasmus och familjen bracksteklar. Inga underarter finns listade i Catalogue of Life.